# Barrière de la Rapée
Barrière de Rapée je bývalá brána v Paříži, která byla součástí pařížských hradeb vybudovaných pro výběr potravní daně. Celnice se nacházela ve 12. obvodu.

## Poloha
Brána Rapée se nacházela na Quai de la Rapée poblíž Boulevardu de la Rapée (dnes Boulevard de Bercy), asi 300 m jihozápadně od barrière de Bercy a naproti barrière de la Gare na protějším břehu Seiny.

## Původ jména
Nazývala se podle silnice Chemin de la Rapée na pravém břehu Seiny, která dostala své jméno podle léna La Rapée, kde nechal generální komisař vojsk M. de la Rapée postavit palác v rue de Bercy na pozemku sahajícímu k cestě podél Seiny v místě dnešní AccorHotels Areny.

## Historie
Stavba budovy v podobě rotundy byla zahájena v roce 1785 pod vedením architekta Claude-Nicolas Ledouxe. Práce však byly pro vysoké náklady 9. listopadu 1787 zastaveny. Tato celnice, která nebyla dokončena, byla v letech 1791-1792 zbořena, celníci odpovědní za vybírání cla na zboží z lodí vplouvajících do Paříže se usadili v pronajatém domě v přístavu La Rapée. Nov celnice byla zřízena během restaurace Bourbonů, severozápadně od původní budovy v letech 1785-1790, v domě č. 12 na quai de la Rapée. Celnice byla zrušena v roce 1860, kdy se Paříž rozšířila až k Thiersovým hradbám. Budova na 12 quai de la Rapée byla přeměněna na obytný dům a byla stržena v roce 1983 při výstavbě sídla ministerstva hospodářství a financí.